# 恩平学宫
恩平学宫，位于中国广东省江门市恩平市恩平一中，为旧恩平县学和文庙的总称。1984年，列入恩平市文物保护单位。
明成化十六年（1480年），恩平学宫建于恩平县治西。清康熙五十一年（1712年），恩平知县陈圣煜将学宫迁建鳌峰山下（今址），后多次扩建。1962年后，大部分建筑遭毁损。